# Trachinotus botla
Trachinotus botla är en fiskart som först beskrevs av Shaw, 1803.  Trachinotus botla ingår i släktet Trachinotus och familjen taggmakrillfiskar. Inga underarter finns listade i Catalogue of Life.